# Christian Benteke
Christian Benteke Liolo, född 3 december 1990, är en belgisk fotbollsspelare (anfallare) som spelar för Major League Soccer-klubben DC United och i det belgiska landslaget.

## Klubbkarriär

### Tidiga år
Benteke föddes 1990 i Zaire (numera Kongo-Kinshasa). Han och hans familj flydde under Mobutu-regimen och emigrerade till Liège, Belgien.

### Crystal Palace
Den 20 augusti 2016 värvades Benteke av Crystal Palace, där han skrev på ett fyraårskontrakt. I oktober 2019 förlängde Benteke sitt kontrakt i klubben fram över säsongen 2020/2021. I juni 2021 förlängde han sitt kontrakt med två år.

### DC United
I augusti 2022 värvades Benteke av Major League Soccer-klubben DC United, där han skrev på ett 2,5-årskontrakt. I augusti 2024 förlängde Benteke sitt kontrakt fram över säsongen 2025.

## Landslagskarriär
Benteke debuterade för det belgiska landslaget den 19 maj 2010 i en vänskapsmatch mot Bulgarien. Den 15 augusti 2012 gjorde han sitt första mål i landslaget, detta i en 4–2-vinst över Nederländerna.

## Meriter
Standard Liège
- Jupiler League: 2008/2009